# Ersekë
Ersekë là một đô thị trong quận Kolonjë thuộc hạt Korçë, Albania. Dân số năm 2005 là 5507 người.